# Out of the Blue (soapserie)
Out of the Blue is een Australisch soapserie in opdracht van de BBC, geproduceerd door het Australische Southern Star Entertainment. De soap begon in de Verenigd Koninkrijk met uitzenden op BBC One op doordeweekse middagen op 28 april 2008. De serie trok lager dan de gewenste kijkcijfers, wat de omroep ertoe bracht het vanaf 19 mei 2008 naar het tweede kanaal BBC Two te verplaatsen. De BBC besloot uiteindelijk geen tweede reeks in opdracht te geven en de laatste aflevering werd uitgezonden op 29 januari 2009. De rechten om de eerste serie in Australië te laten zien, werden gekocht door Network 10, terwijl in het Verenigd Koninkrijk Channel 5 de herhalingsrechten voor Out of the Blue heeft opgepikt en in februari 2009 alle 130 afleveringen op het digitale zusterkanaal Fiver begon uit te zenden. In Nederland verscheen de serie 5 januari 2009 op Net5.

## Verhaal
De serie speelt zich af in de buitenwijk Manly, aan het strand van Sydney. Wanneer een groep dertigjarige vrienden die naar huis terugkeren voor een middelbare schoolreünie, vindt daar een drama plaats wanneer iemand wordt vermoord. Er volgt een onderzoek terwijl de groep probeert te ontdekken wie van hen de moordenaar was.

## Rolverdeling
| Acteur            | Personage             | Aantal afleveringen |
| ----------------- | --------------------- | ------------------- |
| Sophie Katinis    | Gabby West            | 90                  |
| Renai Caruso      | Rebecca 'Bec' Quilter | 88                  |
| Clayton Watson    | Jarrod O'Donnell      | 86                  |
| Charlotte Gregg   | Tracy O'Donnell       | 84                  |
| Katherine Hicks   | Poppy Hammond         | 79                  |
| Ryan Johnson      | Ian 'Stavva' Jones    | 79                  |
| Aidan Gillett     | Daniel McManus        | 76                  |
| Diane Craig       | Deborah McManus       | 75                  |
| Olivia Bonnici    | Tess McManus          | 72                  |
| Daniel Henshall   | Adam 'Addo' O'Donnell | 72                  |
| Noel Hodda        | Ron O'Donnell         | 68                  |
| Daisy Betts       | Peta Lee              | 65                  |
| Zoe Carides       | Pia Jones             | 64                  |
| Basia A'Hern      | Lucia Jones           | 58                  |
| John Atkinson     | Stephen Mulroney      | 58                  |
| Nathaniel Buzolic | Paul O'Donnell        | 57                  |
| Shane Withington  | D.S. Simon Wilson     | 52                  |
| Samara Weaving    | Kirsten Mulroney      | 50                  |